# Francesco Mimbelli
Francesco Maria Mimbelli (Livorno, 16 aprile 1903 – Roma, 26 gennaio 1978) è stato un ammiraglio italiano.
Prestò servizio con la Regia Marina durante la seconda guerra mondiale e gli fu conferita la medaglia d'oro al valor militare.

## Biografia
Appartenente ad una famiglia livornese proveniente dalla città dalmata di Sabbioncello (in Croato Orebić), frequentò a partire dal 1918 l'Accademia Navale della sua città conseguendo nel 1923 il grado di guardiamarina. Successivamente venne imbarcato sulle cannoniere Caboto e Carlotto, dislocate nel Mar della Cina, ottenendo la promozione a sottotenente di vascello e rimpatriando nel 1926.
Promosso nel 1928 Tenente di vascello, nel 1930 fece parte della delegazione italiana inviata alla Conferenza Navale di Londra. Rientrato in Italia, prima imbarcò sull'incrociatore Trento poi, promosso capitano di corvetta ebbe il comando di torpediniere nel 1937 partecipando nel 1939 alle operazioni in Albania.
Dopo essere stato promosso capitano di fregata ed aver prestato servizio al Ministero della Marina, allo scoppio della seconda guerra mondiale chiese ed ottenne nel dicembre 1940 il comando di una squadriglia torpediniere imbarcato sul Lupo al comando del quale fu protagonista di un'azione avvenuta nel corso della battaglia di Creta. Il Lupo, chiamato a scortare fino a Creta un convoglio di caicchi, piccoli pescherecci sui quali erano imbarcati Gebirgjaeger (truppe alpine) tedeschi la notte tra il 21 e il 22 maggio 1941 dovette affrontare una formazione inglese composta dagli incrociatori Ajax, Orion, Dido e dai cacciatorpediniere Hereward, Hasty, Janus e Kimberley, riuscendo a tenere testa alla formazione di navi inglesi, proteggendo il convoglio. Nella mischia il Lupo stese una cortina fumogena a protezione delle piccole unità scortate e le unità nemiche nella confusione creata dalla scarsa visibilità, si scambiarono cannonate fra di loro e così il Lupo riuscì a sfuggire abilmente all'impari lotta rientrando a Taranto con lo scafo crivellato di colpi.
Per questa azione la bandiera di guerra del Lupo  venne decorata con la medaglia d'Argento al Valor Militare e a Mimbelli venne conferita la medaglia d'Oro al Valor Militare mentre il comandante della formazione inglese il retroammiraglio Irvine Glennie andò incontro a molte critiche in quanto sebbene le navi inglesi avessero impedito lo sbarco dei piccoli pescherecci si erano fatte sfuggire una piccola torpediniera che da sola aveva saputo tener testa ad un'intera formazione.
Nel marzo 1942 ebbe il comando della 4ª Flottiglia MAS nel Mar Nero, partecipando alla conquista di Sebastopoli e guadagnandosi la Croce di ferro tedesca e dopo la promozione a capitano di Vascello ebbe il comando del Gruppo Flottiglie MAS e Motosiluranti conducendo diverse azioni lungo le coste calabre, guadagnandosi una Medaglia d'Argento al Valor Militare. Dal 1º maggio 1945 all'11 maggio 1946 fu al comando della corazzata Vittorio Veneto e dall'ottobre dello stesso anno fino all'aprile 1947, dell'incrociatore Garibaldi.
Promosso contrammiraglio nel 1948, dal 1951 al 1952 ebbe il comando della 3ª Divisione Navale,  e, dopo essere stato rappresentante italiano presso il Comando in Capo delle Forze alleate nel Mediterraneo, dal dicembre 1953 al maggio 1956 il comando dell'Accademia Navale di Livorno, periodo nel quale venne promosso nel febbraio del 1954 Ammiraglio di Divisione. Nel maggio 1956 ebbe il comando della 2ª Divisione Navale a bordo del cacciatorpediniere San Giorgio sino al settembre del 1957.
Promosso ammiraglio di squadra nel novembre 1957, dopo avere assunto nello stesso mese il comando del Dipartimento Militare Marittimo dell'Adriatico dal settembre 1959 all'aprile del 1961 assunse il Comando della Squadra Navale. Dopo la collocazione in aspettativa per infermità dovuta a causa di servizio nell'aprile 1962 e in congedo assoluto dall'aprile 1964, morì a Roma il 26 gennaio 1978. Fu sepolto a Livorno nella cappella di famiglia del cimitero della Misericordia (di proprietà degli eredi del Mimbelli).
Nel 1993 la Marina Militare ha battezzato in suo onore il cacciatorpediniere lanciamissili Mimbelli (D 561).

## Onorificenze
- 3 citazioni sul Bollettino di Guerra
- 1 citazione sul Foglio d'Ordini Marina